# McCafé
McCafé је ланац хране и пића у стилу кафића, у власништву McDonald’s-а. Концептуализован и лансиран у Мелбурну 1993. и представљен јавности уз помоћ генералног директора Чарлија Бела и тадашњег председника и будућег генералног директора Џејмса Скинера, ланац одражава потрошачки тренд ка еспресо кафама. 
Извештаји показују да су локали McCafé-а остварили 15% више прихода него обични McDonald's и да су до 2003. године били највећи бренд кафића у Аустралији и Новом Зеланду.  Након што је McDonald's Аустралија експериментисао са аутоматским еспресо машинама у последњој деценији и није успео да се ухвати, све аустралијске продавнице су накнадно реновиране и претворене у локале McCafé-а.

## Међународна експанзија
Концепт McCafé-а је дизајниран да помогне у стварању атмосфере и пјешачког саобраћаја на улазу у продавницу у Мелбурну (веома велика продавница са предњим пултом на знатној удаљености од улаза у радњу). Идеју су развили Чарли Бел и локални регионални корпоративни тим (Дејвид Бајес, Мајк Трегурта и Џим Василијадис). Први McCafé отворен је као корпоративна продавница у Мелбурну. Први у Сједињеним Државама отворен је у Чикагу у мају 2001. када их је било око 300 широм света.  McCafé је 2004. отворен у Костарики и Француској, а следеће године концепт је лансиран у Италији. 2007. ланац се проширио на Јапан као део напора McDonald's-а да повећа продају здравијом понудом супа и сендвича и допре до нових купаца који су фаворизовали традиционалне кафиће.  Иако је то релативно мали део укупне стратегије McDonald's-а, тренутно их има 1.300 широм света. 

У јуну 2006 отворен је први McCafé у Бугарској.
У јулу 2010. McCafé је додао смутије од правог воћа на своју листу пића. У новембру 2010. мока и топла чоколада су додате на њихову листу пића. У јулу 2011. на амерички мени су додати замрзнута лимунада од јагода и смути од манга и ананаса.
7. новембра 2011. McDonald's Канада је лансирао McCafé широм земље након што је био доступан само у одабраним продавницама пре ове објаве.  Увођењем McCafé-а у Канади, McDonald’s локали који учествују су додали мока, капућино, еспресо, американо, лате, ледени лате, ледену моку и топлу чоколаду на своје меније. 
16. јуна 2012.  McDonald's је покренуо први McCafé Малезија у Кота Дамансари.
У Турској, McCafé послује под именом "McD Café". Први кафић отворен је у јулу 2012. на аеродрому Сабиха Гокчен. Од априла 2016. постоји 8 McD Café-а на азијској страни Истанбула, 6 на европској страни, 3 у Анталији, по 2 у Адани и Коџаелију и по један у Афјонкарахисару, Аксарају, Анкари и Киршехиру .
Први McCafé у Минску отворен је 20. марта 2018. Још један McCafé је отворио своја врата у Минску 24. јуна 2018., а отварање још једног је планирано до краја 2018.